# Народный фронт освобождения Тыграя
Наро́дный фронт освобожде́ния Тыгра́я (тигринья ḥizbāwī weyānē ḥārinet tigrāy; амх. ህዝባዊ ወያነ ሓርነት ትግራይ), НФОТ — эфиопское повстанческое движение 1970—1980-х, после 1991 года — левая политическая партия. Фронт активно участвовал в гражданской войне против режима ДЕРГ—РПЭ. 
Выступал за независимость региона Тыграй. Сыграл решающую роль в свержении Менгисту Хайле Мариама. В 1991 году пришёл к власти в составе РДФЭН во главе с Мелесом Зенауи. В разных формах сохранял положение правящей структуры до 2018. С 2019 перешёл в оппозицию на общенациональном уровне, но оставался правящей партией в Тыграе. В ноябре 2020 под руководством Дебрециона Гебремикаэля вступил в вооружённое противостояние с эфиопским правительством Абия Ахмеда Али.

## Коммунисты-сепаратисты
С 1972 в Аддис-Абебе действовала Ассоциация университетских студентов Тыграй — подпольная организация националистически настроенных студентов-тиграи. Ассоциация выступала против монархического режима, за самоопределение Тыграя. 14 сентября 1974 года семь её активистов — Абай Тсехайе, Сейюм Месфин, Гидей Зератсион, Хайлу Мангаша, Бериху Берехе, Зериу Гессессе, Асфаха Хагос — на тайной встрече в столичном кафе учредили Национальную организацию Тыграя (НОТ). Идеология организации совмещала ортодоксальный марксизм-ленинизм и тыграйский сепаратизм.
18 февраля 1975 НОТ была преобразована в Народный фронт освобождения Тыграя (НФОТ). Год спустя был издан Манифест НФОТ, в котором провозглашалась цель создания Республики Великий Тыграй (к территории которого была отнесена значительная часть Афара). Вскоре, однако, этот лозунг был снят и заменён требованием самоопределения всех народов Эфиопии.
В руководстве НФОТ доминировали активисты студенческого националистического движения — Абай Тсехайе, Сейюм Месфин, Гебру Асрат, Легессе (Мелес) Зенауи.

## Гражданская война в Тыграе

### Идеология и практика вооружённой борьбы
Несмотря на общность коммунистической доктрины, НФОТ выступал против правящего ДЕРГ. Причины жёсткой конфронтации состояли в тыграйском сепаратизме НФОТ и в Красном терроре ДЕРГ. НФОТ поставил задачу вооружённого свержения режима Менгисту Хайле Мариама. НФОТ являлся одним из главных участников гражданской войны в Эфиопии.
Командные кадры вооружённых формирований комплектовались из бывших студентов, рядовой состав — из тыграйских крестьян, поддерживавших националистические лозунги и недовольных политикой ДЕРГ и впоследствии РПЭ. Важную роль сыграл тыграйский старейшина, депутат парламента времён монархии Гессесеу Айеле Сехул. Его личный авторитет и разветвлённые связи способствовали к привлечению поддержки для НФОТ. Наряду с правительственными силами, серьёзную угрозу представляли конкурирующие за влияние группировки бандитов-«шифта», но эту опасность удалось нейтрализовать воздействием Сехула.
Первые атаки НФОТ были совершены 5 августа 1975 (нападение на тюрьму в Шире) и 4 сентября 1975 (ограбление банка в Аксуме). При первой акции были освобождены и примкнули к НФОТ более шестидесяти заключённых (как политических, так и уголовных), при второй захвачено большое количество оружия, боеприпасов и денег.
Налёт на банк в Аксуме положил начало формированию финансовой базу НФОТ. Изъятые средства создали основу будущего Благотворительного фонда восстановления Тыграя (известный в мире под английской аббревиатурой EFFORT). Первоначально они использовались на приобретение оружия, оказание социальной помощи семьям погибших бойцов и населению контролируемых территорий. Впоследствии были пущены в оборот и в инвестиционные проекты.
Первые успехи укрепили в Тыграе повстанческий авторитет. Удалось организовать мобилизацию в вооружённые формирования НФОТ и организовать эффективную партизанскую борьбу. Постепенно были взяты под контроль значительные территории региона. Агитация НФОТ носила прежде всего национал-сепаратистский характер: тяжёлое социальное положение Тыграя объяснялось диктатом амхара, доминировавших во власти как и при монархическом, так и при коммунистическом режиме в Аддис-Абебе. При этом НФОТ взял на себя защиту тыграйского крестьянства от Красного террора (практиковавшегося правительственными гарнизонами в городах) и оказание продовольственной помощи во время голода 1983—1985 (ответственность за который возлагалась на правящий режим).

### Конфликты и союзы в вооружённой оппозиции
Отношения НФОТ с другими организациями вооружённой оппозиции отличались сложностью, напряжённостью, часто были откровенно враждебными. Против Эфиопского демократического союза (ЭДС) и Эфиопской народно-революционной партии (ЭНРП) велись военные действия — хотя утверждается, что первоначально НФОТ делал попытки заключить тактический союз с консервативным ЭДС и ультралевой ЭНРП. Руководство НФОТ обвинило ЭДС в убийстве Айеле Сехула и развернуло против консерваторов мощное наступление. В нескольких крупных боестолкновениях осени 1976 — весны 1977 ЭДС понёс серьёзные потери, и к 1979 был практически выбит из Тыграя. Ранее, в 1978, были разбиты тыграйские формирования ЭНРП.
Союзные отношения поддерживались НФОТ с Народным фронтом освобождения Эритреи, поскольку эритрейские сепаратисты в целом не претендовали на участие в эфиопской политике.

### Повстанческая власть
С 1980 на контролируемых территориях создавалась регулярно действующая администрация и проводилась целенаправленная партийная политика. Искоренялись патриархальные структуры, устанавливалось равноправие женщин, налаживалась система образования, занимавшаяся также активной пропагандой. Были созданы новые суды, в которых повысился статус местного традиционного права.
Проводилась аграрная реформа, крестьяне безвозмездно наделялись землёй. НФОТ провёл специальную конференцию, обсудившую различные формы земельной собственности и хозяйствования. Идеологически мотивированные проекты производственной кооперации большинством голосов были отклонены. Вопреки своей коммунистической идеологии, НФОТ санкционировал частную крестьянскую собственность. Также несмотря на идеологию, НФОТ разрешал на контролируемых территориях свободную торговлю (запрещённую режимом Менгисту). Такой прагматизм способствовал притоку необходимых ресурсов, особенно в период голода. Это также укрепляло популярность НФОТ в массе крестьян и мелких торговцев.
Гибкая политика проводилась в отношении Эфиопской православной церкви (опять-таки, несмотря на жёсткий идеологический атеизм). Церковь рассматривалась как структура «реакционная, но неоднородная». Лояльные священники допускались к служению, а наиболее авторитетные — даже в органы местной власти. В свою очередь, многие священники благословляли борьбу НФОТ, а некоторые даже сами брали в руки оружие.
Массовая поддержка население и прочная военно-административная структура в сельской местности позволили НФОТ развернуть успешное наступление на города и армейские гарнизоны. К 1989 год регион Тыграй в целом контролировался НФОТ.

## Организационная структура и партийная идеология
В 1970—1980-х НФОТ подразделялся на четыре территориальные организации — три в Тыграе, одна — за пределами региона. Руководящим органом по Уставу 1979 года являлся съезд, избиравший ЦК и Политбюро. Эти инстанции формировали три функциональных комитета — политический, социально-экономический и военный. К политическому комитету относились департаменты массовых организаций, пропаганды, культуры, общественных связей, иностранных дел и безопасности. К социально-экономическому — департаменты техники, сельского хозяйства, снабжения, здравоохранения и образования. К военному — командные структуры регулярных вооружённых сил, милиционных формирований, разведки и контрразведки, логистики, боевой подготовки и военной пропаганды.
Формально управление НФОТ носило коллегиальный характер. Реально первыми лицами являлись Абай Тсехайе (1974—1989), затем Мелес Зенауи (1989—2012) и Абай Волду (2012—2018).
В 1983 году в НФОТ была создана Марксистско-ленинская лига Тыграй (МЛЛТ) — закрытая структура по типу «авангардной партии». В неё вошли почти все члены высшего руководства НФОТ. Лига генерировала идеологию НФОТ в духе ортодоксального коммунизма, идей Энвера Ходжи и программы Албанской партии труда. Исходя из этих установок, МЛЛТ и НФОТ резко негативно относились к «оппортунистической» КПСС и «социал-империалистическому» СССР. Это отношение распространялось на правящую в Эфиопии РПЭ и её лидера Менгисту Хайле Мариама, которые рассматривались как «советские марионетки».
В то же время реальная политика была довольно гибкой и определялась не ортодоксально-коммунистической доктриной, а левым популизмом и практическими задачами вооружённой борьбы.

## Создание РДФЭН и победа в гражданской войне
1989 год обозначил перелом в ходе эфиопской гражданской войны. По инициативе НФОТ был создан Революционно-демократический фронт эфиопских народов (РДФЭН). В РДФЭН объединились несколько повстанческих движений разной этнической ориентации: НФОТ (тиграи), Эфиопское народно-демократическое движение (амхара), Демократическая организация народа оромо (оромо), Южноэфиопский народно-демократический фронт (народности Юга Эфиопии). Возглавил РДФЭН лидер НФОТ Мелес Зенауи.
Вооружённые формирования РДФЭН развернули генеральное наступление на правительственные войска. 28 мая 1991 года бойцы РДФЭН вступили в Аддис-Абебу, а Менгисту Хайле Мариам бежал из страны. Гражданская война в Эфиопии завершилась победой повстанцев.

## Ядро правящего блока

### Идеологическая переориентация
После прихода к власти НФОТ полностью отказался от марксистско-ленинской идеологии, резкий отход от которой обозначился ещё в конце 1980-х. По ряду оценок, это связано не столько с эволюцией взглядов, сколько с изменениями международной обстановки — Перестройкой, восточноевропейскими революциями, распадом СССР. Особое влияние оказало падение коммунизма в Албании. Деятельность МЛЛТ прекратилась.
Новой идеологией НФОТ и РДФЭН стала эфиопская революционная демократия — синтез марксизма и леворадикального популизма. Этот доктринальный комплекс носил название мелесизм, от имени Мелеса Зенауи. Он характеризовался как «бриколаж из марксизма, ленинизма, маоизма и либерализма», сравнивался с коммунизмом и фашизмом, характеризовался как «эффективное оружие против внутренних и внешних врагов».

### Политическая система
Формально в Эфиопии установилась многопартийная демократия. Но в политике сохранялись выраженные авторитарные и репрессивные черты, а также принцип «авангардной партии». Мелес Зенауи бессменно стоял во главе Эфиопии с 1991 года до своей кончины в 2012 — сначала как президент, затем как премьер-министр Эфиопии.
Лозунг независимости Тыграя также был снят (что привело к расколу НФОТ в 2000 году). НФОТ декларировал право самоопределения всех народов Эфиопии и стоял на позициях федерализма. Однако политические оппоненты обвиняли НФОТ в этнических приоритетах и резко критиковали за «внесение раскола между эфиопами».
Как ядро РДФЭН, под руководством Зенауи НФОТ фактически оказался правящей партией Эфиопии в целом. После смерти Зенауи несколько возросло значение других партий РДФЭН, однако доминирование во власти сохранялось за НФОТ. Премьер-министр Хайлемариам Десалень, президенты Негассо Гидада, Гырма Уольде-Гиоргис, Мулату Тешоме представляли РДФЭН и проводили курс, согласованный с руководством НФОТ.
На выборах 24 мая 2015 года РДФЭН получил 500 мест из 547 в нижней палате эфиопского парламента и все 142 места в региональном собрании Тыграя. В Тыграе административно-политическая власть НФОТ являлась монопольной.

### Экономический контроль
Ключевую роль в эфиопской экономике играли «партийные компании» — финансовые, промышленные, транспортные, энергетические, строительные, аграрные — аффилированные с НФОТ, принадлежавшие этническим тиграи и в большинстве случаев зарегистрированные в Мэкэле (столица Тыграя). «Зонтичной структурой» является EFFORT, созданный практически сразу после прихода к власти РДФЭН. В 1995 году исполнительным директором EFFORT был назначен Сийе Абраха, ветеран партизанской войны и доверенное лицо Мелеса Зенауи. В 2001, после раскола НФОТ, Абраху сменил Себхат Нега.
EFFORT являлся экономической базой правления НФОТ и РДФЭН. Кроме того, фонд использовался как механизм преимущественной финансовой поддержки Тыграя. Эфиопская оппозиция резко критиковала EFFORT как структуру монополизма и коррупции.

## Руководство
Первые два десятилетия правления НФОТ единоличным главой являлся Мелес Зенауи.
После его смерти в 2012 председателем НФОТ стал Абай Волду, к тому времени два года возглавлявший администрацию Тыграя.
27 ноября 2017 года председателем НФОТ был избран Дебрецион Гебремикаэль — инженер-электротехник и информационный технолог, бывший вице-премьер и министр развития информационных и коммуникационных технологий в правительстве Хайлемариама Десаленя, участник вооружённой борьбы против режима Менгисту. С 9 января 2018 он вступил в исполнение обязанностей главы администрации (президента) Тыграя. По ряду оценок, утверждение Дебрециона Гебремикаэля явилось итогом жёсткого межкланового противостояния: его сторонники с трудом взяли верх над группой Абая Волду. Противники режима характеризовали Дебрециона Гебремикаэля как «самого опасного» деятеля в руководстве НФОТ.
Высшим органом НФОТ является съезд, утверждающий Исполком, который осуществляет управление партией. Председатель НФОТ избирается Исполкомом.

## Уход в оппозицию
2 апреля 2018 года правительство Эфиопии возглавил Абий Ахмед Али — представитель народа оромо, на тот момент председатель Демократической партии оромо и РДФЭН. Новый премьер-министр приступил к широкомасштабным реформам. Этот курс, названный «революция оромо», характеризовался как «постепенное дистанцирование от этнического правления» (по смыслу имелся в виду авторитаризм НФОТ и доминирование тиграи). Были освобождены тысячи политзаключённых, смягчено репрессивное законодательство, ограничена политическая роль армии и органов госбезопасности, инициирована конституционная реформа, начата приватизация экономических активов.
Одним из проявлений нового курса стало решение о роспуске РДФЭН и создании на его основе Партии процветания. Новая правящая партия была учреждена 1 декабря 2019 на основе объединения Демократической партии оромо, Демократической партии амхара, Южноэфиопского народно-демократического движения и пяти регионально-этнических партий. Председателем партии стал Абий Ахмед Али. Таким образом, в Партии процветания консолидировались все структуры РДФЭН, за исключением НФОТ, перешедшего в оппозицию. Упразднение РДФЭН было воспринято как шаг отхода от прежней авторитарной системы.
Руководство НФОТ во главе с Дебреционом Гебремикаэлем объявило незаконным роспуск РДФЭН и создание Партии процветания. НФОТ перешёл в оппозицию правительству Абия Ахмеда Али, сохраняя полный контроль над регионом Тыграй. Уже летом 2018 года Дебрецион Гебремикаэль обвинял новые власти в «разрушении эфиопской государственности». Власти Мэкэле потребовали от Аддис-Абебы невмешательства в дела региона, предупредив, что в противном случае сами вмешаются в дела центрального правительства.
11 февраля 2020, в связи с 45-летием НФОТ, было опубликовано заявление Исполкома. Напомнив о заслугах в свержении режиму Менгисту и дальнейшем развитии Эфиопии, авторы обвинили правительство Абия в «нарушении мира, демократии и законности, установлении тоталитарной диктатуры, разрушении и распаде» и призвали «сплотиться перед лицом высокомерия амхарских сил». Заявление было обращено не только к жителям Тыграя (в том числе «уважаемым политическим конкурентам», которым напоминалось, что их партии — «тоже результат 11 февраля») и другим гражданам Эфиопии, но и к народу Эритреи — с предложением оставить ненужные конфликты" и заключить союз.

## Вооружённое столкновение с правительством
9 сентября 2020 администрация Тыграя провела в регионе выборы. Правительство Эфиопии объявило голосование незаконным, так как в остальной стране оно было отменено из-за пандемии COVID-19 и перенесено с 29 августа 2020 на 2021 год. Между центральным правительством и тыграйской администрацией возник жёсткий политический конфликт. 8 октября 2020 парламент Эфиопии разорвал отношения с законодательным органом Тыграя (Совет представителей) и региональной администрацией.
3 ноября 2020 конфликт перешёл в военную фазу. В Тыграе начались боестолкновения между эфиопской армией и вооружёнными формированиями НФОТ (значительно превосходившими силы центрального правительства). Обе стороны возложили ответственность друг на друга. Премьер Абий Ахмед Али обвинил НФОТ в неспровоцированном нападении на базу правительственных войск в Тыграе. Дебрецион Гебремикаэль назвал военную операцию правительства «попыткой наказать за непокорность». Руководство НФОТ выразило уверенность в своей победе.
На экстренном заседании 7 ноября 2020 парламент Эфиопии проголосовал за расформирование администрации Тыграя. Со своей стороны, власти Мэкэле отказали в признании легитимности правительства Абия Ахмеда Али в Аддис-Абебе. Дебрецион Гебремикаэль подтвердил намерение продолжать вооружённую борьбу, пока правительство не согласится на переговоры, и призвал Африканский союз вмешаться в конфликт.
12 ноября 2020, на фоне сообщений о боях в Тыграе и установлении контроля правительственной армии над западной частью региона, парламент Эфиопии инициировал уголовное преследование большой группы руководителей НФОТ во главе с Дебреционом Гебремикаэлем. Все они были лишены судебного иммунитета. В тот же день Дебрецион Гебремикаэль заявил: «Нас не победить».
По мнению ряда наблюдателей, причина столкновения состояла не столько в сепаратистских устремлениях администрации Тыграя, сколько в стремлении руководства НФОТ восстановить свою власть в Эфиопии.
28 ноября 2020 премьер-министр Эфиопии Абий Ахмед Али заявил о взятии правительственными войсками тыграйской столицы Мэкэле и завершении военных действий. Он сообщил также о розыске федеральной полицией группы лидеров НФОТ. Со своей стороны Дебрецион Гебремикаэль заявил о намерении продолжать вооружённую борьбу против центрального правительства.